# Pallacanestro agli Island Games 1999 - Torneo femminile
Il torneo di pallacanestro femminile agli Island Games 1999, si è svolto dal 28 giugno al 2 luglio 1999 a Gotland.
La competizione ha visto l'affermazione di Gotland.

## Svolgimento
| Gotland 28 giugno 1999 | Gibilterra | 70 – 15 (41-9) | Jersey |  |

| Gotland 28 giugno 1999 | Gotland | 157 – 26 (79-8) | Isola di Man |  |

| Gotland 29 giugno 1999 | Gibilterra | 53 – 112 (27-48) | Gotland |  |

### Semifinali
| Gotland 30 giugno 1999 | Gotland | 140 – 34 (59-19) | Jersey |  |

| Gotland 30 giugno 1999 | Gibilterra | 82 – 33 (40-16) | Isola di Man |  |

### Finali
3º - 4º posto
| Gotland 1 luglio 1999 | Isola di Man | 46 – 28 (28-12) | Jersey |  |

1º - 2º posto
| Gotland 2 luglio 1999 | Gibilterra | 65 – 112 (36-66) | Gotland |  |

## Classifica
| Oro     | Gotland      |
| Argento | Gibilterra   |
| Bronzo  | Isola di Man |
| 4.      | Jersey       |

## Fonti
- IslandGames.net: 1999 basketball results (PDF), su islandgames.net. URL consultato il 30 aprile 2018 (archiviato dall'url originale il 15 aprile 2007).